# Église Saint-Amand de Noyelles-sous-Lens
L'église Saint-Amand est l'église de Noyelles-sous-Lens dans le Pas-de-Calais. Dédiée à saint Amand, elle dépend de la paroisse Bienheureux-Marcel-Callo-en-Mines du diocèse d'Arras (doyenné de Lens-Liévin).

## Histoire et description
Une première église est construite au XIIIe siècle et remaniée au XVIIIe siècle. Elle est détruite par les obus de la Première Guerre mondiale et entièrement reconstruite en style néo-gothique avec un haut clocher à la flèche d'ardoises octogonale. L'église de briques et pierre est rénovée en 1976. Ses vitraux représentent des saints et l'un d'eux une scène patriotique liée à la Première Guerre mondiale,. En dehors des cérémonies liturgiques, l'église est ouverte le deuxième vendredi du mois.